# Anti-Jacobin Review

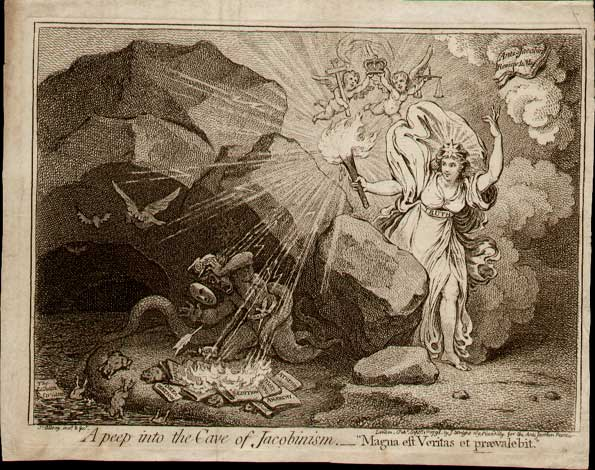
James Gillray, Un coup d'œil dans la grotte du jacobinisme (1798). Publié par l'Anti-Jacobin Review.

L'Anti-Jacobin Review and Magazine, ou Monthly Political and Literary Censor est un périodique politique conservateur britannique fondé en juillet 1798 par John Gifford, pseudonyme de John Richards Green (1758–1818). Mensuel, il succède à l'Anti-Jacobin, or Weekly Examiner (novembre 1797-juillet 1798), hebdomadaire de William Gifford, et paraît à Londres jusqu'en décembre 1821. Gifford et Andrew Bisset en étaient les principaux rédacteurs et le philosophe James Mill lui adressait des chroniques.

## histoire
Décrit comme « souvent calomnieux » et « ultra-Tory », le journal contenait des essais, des critiques et des gravures satiriques, en particulier de James Gillray, et attaquait les auteurs qu'on savait ou soupçonnait être républicains. Il bénéficia de la fermentation politique de la période et représenta une caisse de résonance de la réaction anti-jacobine britannique contre les idéaux de la Révolution française dans le monde intellectuel britannique.
Dans cette période, un mouvement important de clubs s'est développé sur les modèles du réseau du Club des jacobins et des sociétés populaires en France. Il reprend le mouvement des années 1780 pour une Constitution sur le modèle américain. Il prend son essor en 1792, en écho direct des évènements en France, et est violemment réprimé par le gouvernement défendant les institutions avec le maintien de la royauté et de l'aristocratie.
Plusieurs figures du monde intellectuel sont alors influencées par les idéaux des révolutions américaine et française, qu'il s'agisse de Thomas Paine, auteur d'une réplique au pamphlet d'Edmund Burke, menacé d'arrestation et banni d'Angleterre par Pitt à la fin de 1792, de William Blake, auteur du poème The French Révolution (1790-1791), emprisonné pour jacobinisme, ou de William Wordsworth et Samuel Taylor Coleridge.
Parmi les contributeurs, on signale Robert Bisset (1758/9–1805), John Bowles (1751–1819), Arthur Cayley (1776–1848), George Gleig, Samuel Henshall (1764/5–1807), James Hurdis, John Oxlee (1779–1854), Richard Penn (1733/4–1811), Richard Polwhele, John Skinner (1744–1816), William Stevens (1732–1807) et John Whitaker (1735–1808), bien que l'anonymat fréquent des articles rendît leur attribution incertaine.
Parmi les victimes de la revue, on peut citer les féministes Mary Wollstonecraft et William Godwin, attaqués en 1801 dans le poème Vision of Liberty, considéré comme une réplique des Memoirs of the Author of a Vindication of the Rights of Woman (1798) :
| William hath penn'd a wagon-load of stuff And Mary's Life at last he needs must write, Thinking her whoredoms were not known, enough, Till fairly printed off in black and white. With wondrous glee and pride, this simple wight Her brothel feats of wantonness sets down, Being her spouse, he tells, with huge delight, How oft she cuckolded the silly clown And lent, O lovely piece ! Herself to half the town. |  |
| |  |

## Sources partielles
- (en) Cet article est partiellement ou en totalité issu de l’article de Wikipédia en anglais intitulé « Anti-Jacobin Review » (voir la liste des auteurs).
- Leslie Stephen, « Gifford, John (1758–1818) », in révérend Adam I. P. Smith, Oxford Dictionary of National Biography, Éd. H. C. G. Matthew and Brian Harrison, Oxford, OUP, 2004 (consulté le 7 mai 2007).
- John Strachan, « Gifford, William (1756–1826) », Oxford Dictionary of National Biography, Éd. H. C. G. Matthew and Brian Harrison, Oxford, OUP, 2004. En ligne Éd. Lawrence Goldman, mai 2006 (consulté le 7 mai 2007).